# Enjoy (azienda)
Enjoy è un marchio di Enilive SpA che offre servizi di car sharing in diverse città italiane, tra cui Roma, Milano, Torino, Firenze e Bologna.

## Storia

Logo Enjoy utilizzato fino al 2023

Enjoy avvia il suo servizio nel dicembre 2013 a Milano.
La crescita è rapida ed Enjoy approda anche a Roma (giugno 2014) e a Firenze (novembre 2014), mentre nell'estate 2014, per un periodo di due mesi, Enjoy opera anche a Rimini, con una flotta di 70 auto.
A partire da aprile 2015, il servizio viene esteso alla città di Torino mentre a luglio parte il servizio di scooter sharing nella città di Milano, con 150 mezzi Piaggio MP3.
Nel giugno 2016 il servizio viene ampliato ulteriormente arrivando nel sud Italia, servendo la città di Catania.
Il 30 giugno 2017 cessa il servizio di scooter sharing, in tutte le città in cui era attivo.
Nel marzo 2018 viene avviato a Milano il servizio di cargo sharing, che impiega furgoni Fiat Doblò, in seguito esteso anche a Roma e Torino. Sempre nello stesso anno, il 27 settembre parte il servizio nella città di Bologna, dapprima solo con le autovetture ed in seguito anche con i Doblò cargo.

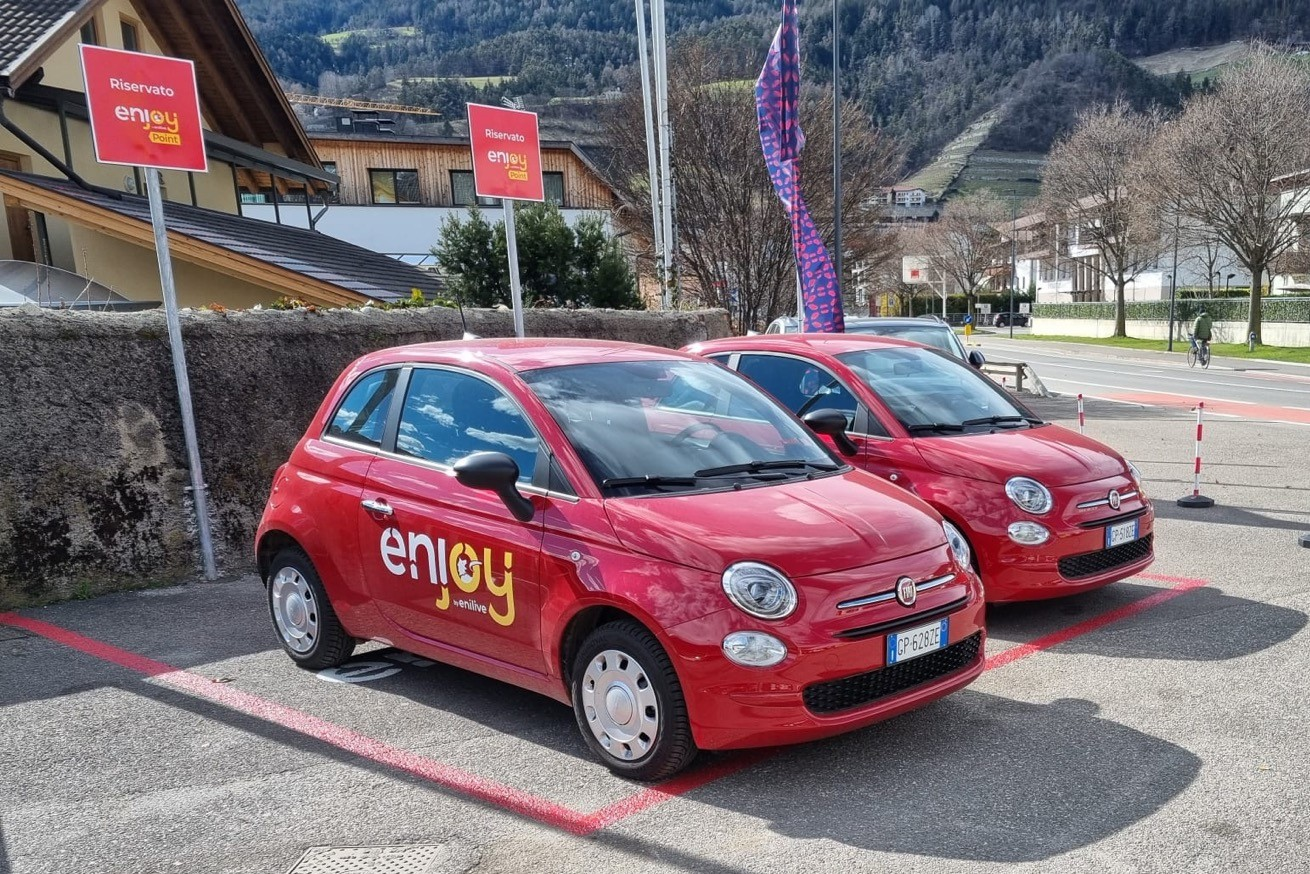
Veicoli Enjoy con il nuovo logo

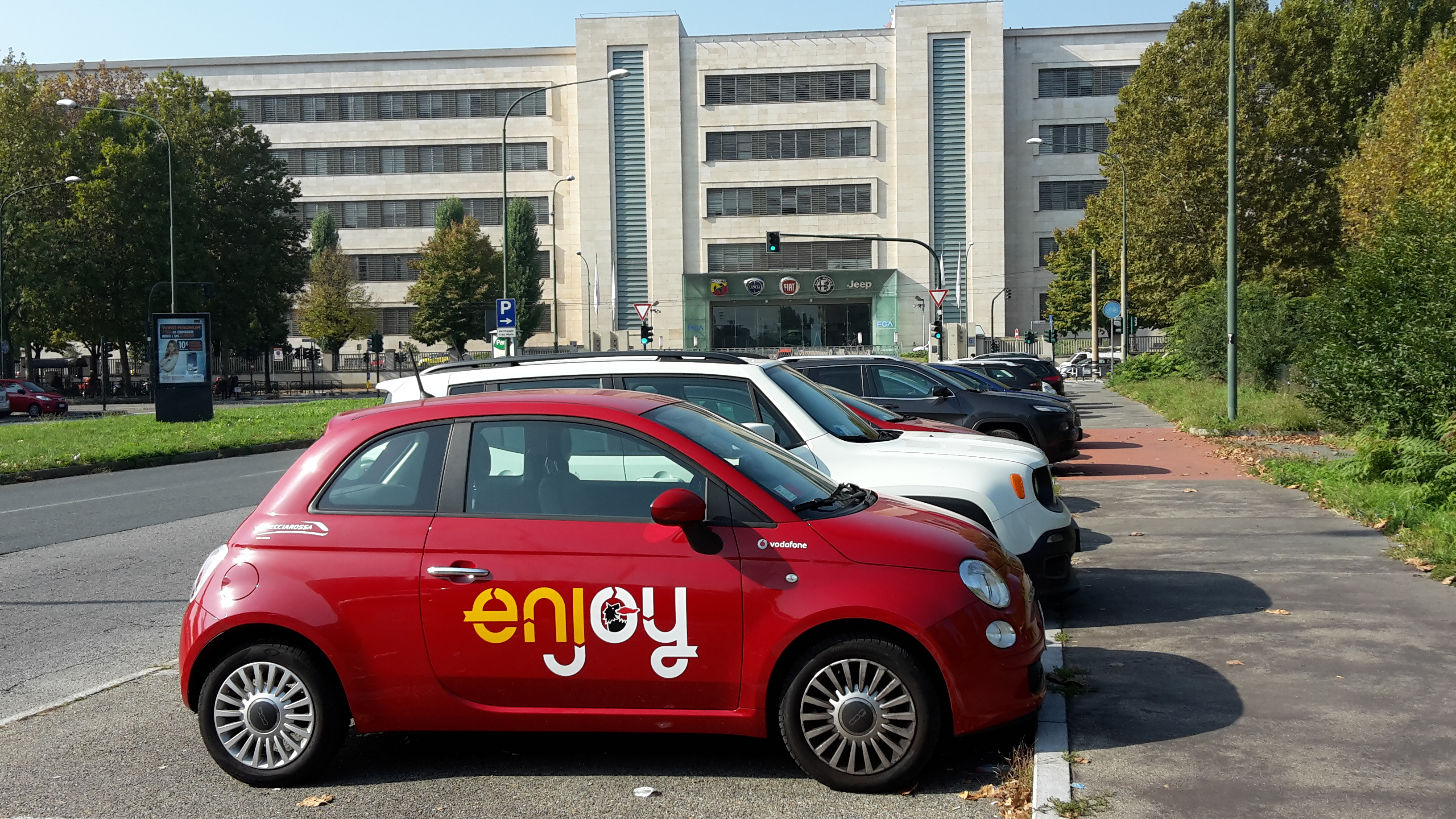
Enjoy a Torino Mirafiori

Il 20 maggio 2019 cessa l'erogazione del servizio a Catania, a causa di molteplici atti vandalici rivolti alle vetture a noleggio.
Dal 19 marzo 2021, in conseguenza alla pandemia di COVID-19 in corso dall'anno precedente, in tutti i veicoli Enjoy in sharing viene attivato un dispositivo per la sanificazione automatica degli abitacoli. Sempre durante il primo semestre 2021 Enjoy introduce a Roma, Milano, Firenze, Bologna e Torino le Fiat 500 con motorizzazione ibrida, accanto a quelle dotate del solo motore termico.
Il 23 maggio 2022 Enjoy introduce a Torino, in affiancamento ai mezzi già esistenti, una flotta di 100 auto elettriche ultracompatte XEV YoYo; il 16 settembre 2022 vengono introdotti 50 mezzi dello stesso tipo nella città di Bologna. Le XEV YoYo sono dotate di batterie LFP ricaricabili, possono garantire un'autonomia di 150 chilometri e supportano la tecnologia del battery swap, ovvero la sostituzione in poco tempo delle batterie scariche. A partire dal 24 ottobre 2022 vengono introdotti 50 mezzi elettrici dello stesso tipo anche a Firenze; dal mese successivo le XEV YoYo entrano in servizio anche a Milano, dove si prevede di inserirne 200 entro la fine dell'anno. Dal 20 novembre 2023 alcune stazioni di servizio Enilive sono diventate anche Enjoy Point nei quali è possibile noleggiare le auto della flotta per muoversi in tutta Italia.
Dalla sua nascita Enjoy ha registrato oltre 14 milioni di noleggi e può contare su un parco clienti di oltre 1 milione di persone.

## Città servite
La seguente tabella mostra nel dettaglio l'evoluzione cronologica del servizio Enjoy nelle diverse città:

### Car sharing
| Città   | Nazione | Flotta   | Numero veicoli | Alimentazione                                                   | Inizio del servizio | Termine del servizio | Note   |
| ------- | ------- | -------- | -------------- | --------------------------------------------------------------- | ------------------- | -------------------- | ------ |
| Milano  | Italia  | Fiat 500 | 1035           | benzina, ibrida a benzina (fino al 2019 anche benzina+metanolo) | 12/2013             |                      | [ 21 ] |
| Roma    | Italia  | Fiat 500 | 754            | benzina, ibrida a benzina                                       | 06/2014             |                      | [ 22 ] |
| Rimini  | Italia  | Fiat 500 | 70             | benzina                                                         | 07/2014             | 09/2014              | [ 4 ]  |
| Firenze | Italia  | Fiat 500 | 85             | benzina, ibrida a benzina                                       | 11/2014             |                      | [ 23 ] |
| Torino  | Italia  | Fiat 500 | 222            | benzina, ibrida a benzina                                       | 04/2015             |                      | [ 24 ] |
| Catania | Italia  | Fiat 500 | 200            | benzina                                                         | 06/2016             | 05/2019              | [ 25 ] |
| Bologna | Italia  | Fiat 500 | 140            | benzina, ibrida a benzina                                       | 09/2018             |                      | [ 26 ] |

| Città   | Nazione | Flotta   | Numero veicoli | Alimentazione | Inizio del servizio | Termine del servizio | Note   |
| ------- | ------- | -------- | -------------- | ------------- | ------------------- | -------------------- | ------ |
| Torino  | Italia  | XEV YoYo | 96             | elettrica     | 05/2022             |                      | [ 27 ] |
| Bologna | Italia  | XEV YoYo | 50             | elettrica     | 09/2022             |                      | [ 28 ] |
| Firenze | Italia  | XEV YoYo | 48             | elettrica     | 10/2022             |                      | [ 29 ] |
| Milano  | Italia  | XEV YoYo | 200            | elettrica     | 11/2022             |                      | [ 18 ] |
| Roma    | Italia  | XEV YoYo | 193            | elettrica     | 06/2023             |                      | [ 30 ] |

| Città  | Nazione | Flotta       | Numero veicoli | Alimentazione    | Inizio del servizio | Termine del servizio | Note   |
| ------ | ------- | ------------ | -------------- | ---------------- | ------------------- | -------------------- | ------ |
| Milano | Italia  | Toyota Yaris | 36             | ibrida a benzina | 03/2024             |                      | [ 31 ] |

### Cargo sharing
| Città   | Nazione | Flotta     | Numero Veicoli | Alimentazione           | Inizio del servizio | Termine del servizio | Note   |
| ------- | ------- | ---------- | -------------- | ----------------------- | ------------------- | -------------------- | ------ |
| Milano  | Italia  | Fiat Doblò | 11             | benzina, benzina/metano | 03/2018             | 06/2024              | [ 32 ] |
| Roma    | Italia  | Fiat Doblò | 8              | benzina, benzina/metano | 03/2018             | 06/2024              | [ 33 ] |
| Torino  | Italia  | Fiat Doblò | 0              | benzina                 | 03/2018             | 08/2023              | [ 34 ] |
| Bologna | Italia  | Fiat Doblò | 8              | benzina                 | 04/2019             | 06/2024              | [ 35 ] |

### Scooter sharing
| Città   | Nazione | Flotta      | Numero Veicoli | Alimentazione | Inizio del servizio | Fine del servizio | Note   |
| ------- | ------- | ----------- | -------------- | ------------- | ------------------- | ----------------- | ------ |
| Milano  | Italia  | Piaggio MP3 | 150            | benzina       | 07/2015             | 07/2017           | [ 36 ] |
| Roma    | Italia  | Piaggio MP3 | 300            | benzina       | 06/2016             | 07/2017           | [ 37 ] |
| Catania | Italia  | Piaggio MP3 | 30             | benzina       | 06/2016             | 07/2017           | [ 25 ] |

## Tariffazione e regolamento
Lo schema di tariffazione di Enjoy è identico in tutte le città in cui opera. Per i noleggi delle autovetture, la società applica di base una tariffa a tempo di 0,29 euro al minuto ed una tariffa aggiuntiva di 0,29 euro al chilometro che viene applicata solo se si percorrono più di 50 km durante il noleggio. Per il noleggio dei furgoni invece viene applicato un canone fisso di 29 euro per le prime due ore di noleggio, trascorse le quali la tariffazione è identica a quella delle autovetture. 
Esistono inoltre tariffe giornaliere prepagate, applicate in caso di noleggio per 24 ore continuative o per più giorni consecutivi, che nel caso delle autovetture sono di 49 euro per un noleggio di un giorno, 90 euro per un noleggio di 2 giorni e 40 euro al giorno per un noleggio tra i 3 ed i 15 giorni, mentre per i furgoni è disponibile unicamente una tariffa di 89 euro per un solo giorno di noleggio. Oltre alle tariffe giornaliere, Enjoy prevede anche gli abbonamenti mensili con i quali è possibile avere delle tariffe più convenienti per il noleggio dei veicoli. Le tariffe sono comprensive di tutto: noleggio veicolo, carburante, assicurazione, parcheggio (in aree autorizzate) e manutenzione. Nelle città servite, i veicoli Enjoy possono accedere anche ad alcune zone a traffico limitato e possono parcheggiare sia in parcheggi appositamente riservati (solitamente in aree di servizio Eni) sia nei normali parcheggi stradali, anche quelli a pagamento (gratuitamente) e quelli riservati ai residenti, ma non quelli in zona disco orario, usufruendo di un permesso speciale da parte della municipalità locale. Inoltre, ci sono anche Enjoy Parking a pagamento in alcuni aeroporti e stazioni ferroviarie. 
Per iscriversi al servizio è necessario fornire i propri dati personali e contatti, la fotografia della patente ed una fotografia personale scattata in modalità autoritratto (selfie).
Quando si inizia il noleggio vengono poste tramite l'applicazione alcune domande sullo stato del veicolo ed è necessario digitare il codice PIN che viene fornito all'atto dell'iscrizione al servizio per poter avviare il motore; il noleggio va iniziato e terminato all'interno dell'area di copertura, in una posizione dove si riceva il segnale GPS, lasciando il veicolo con il freno a mano inserito, le luci spente ed i finestrini chiusi. A bordo dei mezzi Enjoy è possibile trasportare passeggeri ed oggetti (dal 2020, a causa della pandemia di COVID-19 in corso, è obbligatorio per tutti gli utenti indossare le mascherine di protezione), mentre è vietato fumare e trasportare animali. Nel caso in cui chi utilizza un veicolo Enjoy commetta una qualsiasi infrazione al codice della strada o al regolamento del servizio, la relativa sanzione viene automaticamente addebitata insieme al costo del noleggio.
Sia per le autovetture che per i furgoni è possibile una prenotazione con un anticipo massimo di 90 minuti; per quanto riguarda le Fiat 500, la prenotazione è gratuita per i primi 20 minuti e costa 0,19 euro al minuto per i rimanenti 70 minuti, mentre per i Fiat Doblò si hanno i primi 30 minuti di prenotazione gratuiti e i rimanenti 60 minuti tariffati a 0,25 euro al minuto.
Una volta effettuati noleggi per una spesa totale di almeno 10 euro, è possibile, scegliendo di noleggiare un veicolo con meno del 30% di carburante residuo, effettuare il rifornimento fino a riempire completamente il serbatoio (per i veicoli alimentati anche a metano è possibile rifornire solo la benzina); con tale operazione, che va eseguita seguendo un'apposita procedura guidata dall'applicazione, si riceve un buono sconto di 5 euro utilizzabile per i successivi noleggi.

## Veicoli
L'azienda opera con autovetture Fiat 500 dotate di motore a benzina e Fiat 500 Hybrid a propulsione ibrida, fornite da Ald Automotive con allestimenti speciali, con furgoni Fiat Doblò con motore a benzina per il servizio di cargo sharing e con quadricicli elettrici XEV YoYo forniti da Sifà, offrendo un noleggio di tipo "punto a punto" con tariffazione al minuto e tariffe agevolate giornaliere e plurigiornaliere per periodi di noleggio prolungati. Il servizio prevede l'interazione con il personale di Enjoy solo in casi eccezionali, come incidenti o malfunzionamenti; normalmente tutte le operazioni di noleggio sono effettuate direttamente dagli utenti tramite l'utilizzo di un'apposita app per smartphone (disponibile per piattaforma Android, iOS e Huawei).
Dal 2017 al 2019, esclusivamente a Milano in via sperimentale, sono state disponibili 5 Fiat 500 "Natural Energy" alimentate con una miscela composta per l'85% da benzina e per il rimanente 15% da metanolo, che consentiva una riduzione di emissioni di CO2 rispetto alla corrispondente versione a benzina, mantenendo inalterate le prestazioni generali del veicolo; tali autovetture non potevano essere rifornite dagli utenti.
A marzo 2024 sono state introdotte a Milano delle Toyota Yaris equipaggiate con motorizzazione ibrida a benzina, che sono andate ad affiancarsi alle già presenti Fiat 500.
Tutti i mezzi rispettano la normativa anti-inquinamento Euro 6 e sono provvisti di pneumatici AllSeason, fendinebbia, cambio manuale a 5 marce, sensori di parcheggio posteriori, climatizzatore manuale, autoradio con monitor da 5 pollici con sistema Bluetooth e comandi al volante e supporto per smartphone. 

## App
L’app ufficiale e software di terze parti permettono di localizzare e prenotare i veicoli.
Attraverso le app è anche possibile verificare il livello di carburante e di ricarica dei mezzi: in questo modo i clienti possono scegliere un veicolo adatto al percorso che intendono fare oppure un mezzo in riserva di carburante che desiderano rifornire.